# フィリニャーノ
フィリニャーノ（イタリア語: Filignano）は、イタリア共和国モリーゼ州イゼルニア県にある、人口約600人の基礎自治体（コムーネ）。

## 地理

### 位置・広がり

#### 隣接コムーネ
隣接するコムーネは以下の通り。括弧内のFRはフロジノーネ県所属を示す。
- アックアフォンダータ (FR)
- コッリ・ア・ヴォルトゥルノ
- モンタークイラ
- ポッツィッリ
- ロッケッタ・ア・ヴォルトゥルノ
- スカーポリ
- ヴァッレロトンダ (FR)

## 行政

### 分離集落
フィリニャーノには、以下の分離集落（フラツィオーネ）がある。
- Cerasuolo, Cerreto, Collemacchia, Franchitti, Frunzo, Lagoni, Mastrogiovanni, Mennella, Selvone, Valerio, Valle